# Dick Figures
Dick Figures é uma série animada para adultos, distribuída no YouTube pela Mondo Mini Shows. A série foi criada por Ed Skudder e dirigida por Zack Keller e Ed Skudder. A série, estrelada por figuras de palito, foi ao ar pela primeira vez no dia 18 de novembro de 2010.
Depois de levantar US$ 313,411 dólares no Kickstarter, os criadores desenvolveram o filme de comédia baseado na série e foi intitulado Dick Figures: The Movie. O filme de 73 minutos tornou-se disponível em nas principais plataformas digitais em 17 de setembro de 2013.

## Personagens
- Red (Vermelho): É uma figura palito vermelho,usa boné vermelho, mulherengo, tarado, irritante, irresponsável e hiperativo. Está sempre tendo ideias absurdas, como a de comer um dinossauro, e costuma chamar os outros personagens de viado ou vadia,seu prato predileto são burritos.
- Blue (Azul): É uma figura palito azul. O oposto de Red, Blue é calmo, inteligente, tímido, nervoso e um pouco impaciente com o amigo. Gosta de música clássica, sabe dirigir e costuma tentar ajeitar Red, mas sempre falha. Fez cirurgia nos olhos.
- Lord Tourettes (Lorde Tique-Nervoso): É uma figura palito verde. Quando está cantando e falando normalmente, é gentil e doce, porém, de vez em quando, surta, fica com os olhos vermelhos, dentes afiados e solta uma enxurrada de palavrões por alguns segundos.
- Pink (Rosa): É uma figura palito rosa. Namorada de Blue, rosa normalmente dá um bolo nele por culpa de Red. É muito agressiva com Red, e já quebrou uma garrafa de cerveja na cabeça dele.
- Mr Dinkleberry: É uma figura palito azul claro. É um idoso dono do prédio onde Red e Blue moram. Em Kitty Amazzing, morreu, e estranhamente viveu depois.
- Racoon (Guaxinim): É um guaxinim antropomórfico, cinza e que fala inglês e japonês. É ninja e tarado. Tem uma loja semelhante a loja do filme "Gremlins".
- Blob: É uma figura palito roxa. Uma garota feia, gorda, de óculos e maria chiquinhas que é sempre rejeitada por Red.
- Stacy: É uma figura palito roxo claro. É a namorada do Red e é completamente exagerada e adora o Red a ponto de fazer qualquer coisa por ele no episódio "Flame War" segundo o vermelho ela tem os "Peitos Perfeitos" que incluindo Trollzord e Azul ficaram impressionados com isso.
- Jason (Trollzord): É uma figura palito preta. É o vizinho do Red e do Blue,é habilidoso no jogo Flame Wars. Deixa o Red frustrado pois vive lhe "roubando" o Blue. Sempre aparece com uma MemeFace.Mais ele o Red e o Blue são super amigos.

## Episódios[4]

### Primeira Temporada
| # | Total | Título               | Exibição Original       | Cod. Produção |
| --- | ----- | -------------------- | ----------------------- | ------------- |
| 1 | 1     | "A Bee or Something" | 18 de Novembro de 2010  | #1            |
| Blue tem despejado. Ele está tendo um dia ruim. Red torna-se auto-sintonizado. Agora Blue está tendo um dia pior.                                                                 |       |                      |                         |               |
| 2 | 2     | "Panda Hat"          | 2 de Dezembro de 2010   | #2            |
| Red estava no bar um bêbado e fez uma festa de aniversário por ele próprio auto!                                                                                                  |       |                      |                         |               |
| 3 | 3     | "Flame War"          | 16 de Dezembro de 2010  | #3            |
| Red e Blue transformam um simples vídeo maratona de compras em um jogo Black Ops-Killing Spree.                                                                                   |       |                      |                         |               |
| 4 | 4     | "Traffic Jams"       | 30 de Dezembro de 2010  | #4            |
| Red lentamente dirige e Blue pista inthe insano rápido para lugar nenhum. |       |                      |                         |               |
| 5 | 5     | "Steakosaurus"       | 13 de Janeiro de 2011   | #5            |
| Red e Blue decidem se alimentar da maneira old-fashioned - matança de caça, e tempo de viagem.                                                                                    |       |                      |                         |               |
| 6 | 6     | "OMG"                | 27 de Janeiro de 2011   | #6            |
| Red e Blue plantam este episódio no seu subconsciente e depois cobri-lo em seu próprio fertilizante.                                                                              |       |                      |                         |               |
| 7 | 7     | "Trouble Date"       | 10 de Fevereiro de 2011 | #7            |
| Refeição romântica Blue e Pink está arruinada quando Red recebe sua salada. |       |                      |                         |               |
| 8 | 8     | "Kitty Amazing"      | 24 de Fevereiro de 2011 | #8            |
| Red e Blue vão testemunhar os horrores da 'Apocalypse Meow ". |       |                      |                         |               |
| 9 | 9     | "Role Playas"        | 10 de Março de 2011     | #9            |
| Cerulean (aka azul) espera ganhar quatro pontos caros, salvando a princesa da Evil King Richard, o eixo é longo                                                                   |       |                      |                         |               |
| 10 | 10    | "Attack of the Pwns" | 24 de Março de 2011     | #10           |
| Espaço ... a fronteira final da temporada ... onde as forças do mal batalha (Blue) as forças do mal-er (Red) para o domínio sobre a galáxia ou um burrito congelado ou o que quer |       |                      |                         |               |

### Curtas da Primeira Temporada
| Temporada | Episódio | Título                           | Data de Lançamento |
| --------- | -------- | -------------------------------- | ------------------ |
| 1         | 1        | "New Series Coming On Thursday!" | Novembro 16, 2010  |
| 1         | 2        | "Tea Bag Teaser"                 | Dezembro 9, 2010   |
| 1         | 3        | "Dating Advice By Red & Blue"    | Fevereiro 4, 2011  |
| 1         | 4        | "He Who Shall Not Be Maimed"     | Março 3, 2011      |

### Segunda Temporada
| Temporada | Episódio | Título                                     | Data de Lançamento |
| --------- | -------- | ------------------------------------------ | ------------------ |
| 2         | 1        | "Zombies & Shotguns"                       | Abril 21, 2011     |
| 2         | 2        | "Lord Tourette's Syndrome"                 | Maio 2, 2011       |
| 2         | 3        | "Camp Anarchy"                             | Maio 5, 2011       |
| 2         | 4        | "Butt Genie"                               | Maio 19, 2011      |
| 2         | 5        | "Fang Angels"                              | Junho 16, 2011     |
| 2         | 6        | "Captain Red Rum & The Pina Colada Armada" | Junho 30, 2011     |
| 2         | 7        | "Y U So Meme?"                             | Julho 14, 2011     |
| 2         | 8        | "Sex Marks the Spot"                       | Julho 27, 2011     |
| 2         | 9        | "We're Cops!"                              | Agosto 11, 2011    |
| 2         | 10       | "Bath Rhymes (Official Music Video)"       | Agosto 25, 2011    |

### Curtas da Segunda Temporada
| Temporada | Episódio | Título        | Data de Lançamento |
| --------- | -------- | ------------- | ------------------ |
| 2         | 1        | "Bath Rhymes" | Abril 7, 2011      |

### Terceira Temporada
| Temporada | Episódio | Título                               | Data de Lançamento |
| --------- | -------- | ------------------------------------ | ------------------ |
| 3         | 1        | "Adventures of Batman & the Blueser" | Setembro 29, 2011  |
| 3         | 2        | "Real Dudes Bro Night Man"           | Outubro 10, 2011   |
| 3         | 3        | "Terminate-Her"                      | Outubro 20, 2011   |
| 3         | 4        | "Modern Flame War 3"                 | Novembro 3, 2011   |
| 3         | 5        | "Planet Asshole"                     | Novembro 17, 2011  |
| 3         | 6        | "Zeusbag"                            | Dezembro 1, 2011   |
| 3         | 7        | "Chug-A-Chug-A-Brew-Brew"            | Dezembro 15, 2011  |
| 3         | 8        | "Brain Switch"                       | Dezembro 29, 2011  |
| 3         | 9        | "Pleasure Cruise"                    | Janeiro 12, 2012   |
| 3         | 10       | "Kung Fu Winners"                    | Janeiro 26, 2012   |

### Quarta Temporada
1. Losing Streakers
2. Pussy Magnet
3. Taco Tuesday
4. Ocho Muerte
5. First Day of Cool
6. The Red Devil
7. Freshman 15
8. Ballad of Lord Tourettes
9. The Fart
10. Knight Rises
11. Robot Frog